# Giovanni Vicini
Giovanni Vicini (Cento, 20 giugno 1771 – Massa Lombarda, 12 gennaio 1845) è stato un politico e giurista italiano.

## Biografia
Frequentò il seminario di Cento e poi l'Università di Bologna, dove si laureò in giurisprudenza. 
Aderì alle idee di Napoleone e con la nascita della Repubblica Cispadana rappresenta la città di Cento ai congressi di Reggio Emilia (27 dicembre 1796) e di Modena (21 gennaio 1797). Successivamente fu nominato da Napoleone segretario generale del governo cisalpino, giudice e consigliere di revisione e cassazione per la Lombardia. Dopo la caduta di Napoleone si tenne lontano dalla politica; il 4 febbraio 1831 (dopo i moti insurrezionali di quell'anno) fu eletto presidente del Governo Provvisorio di Bologna e della provincia e l'8 febbraio dal Pubblico Palazzo della città dichiarò cessato di fatto il potere temporale del Papa. Nello stesso palazzo il 26 febbraio venne eletto dall'Assemblea dei Notabili, costituita dai 41 deputati delle province insorte, presidente della Commissione provvisoria di Governo delle Province Unite Italiane. In seguito alla resa di Ancona del 26 marzo 1831, non avendo il pontefice Gregorio XVI voluto riconoscere la capitolazione del cardinal Giovanni Antonio Benvenuti, pattuita e ratificata in suo nome, Vicini fu costretto a fuggire in esilio, prima in Corsica e poi a Marsiglia, insieme al figlio Timoteo. Tornato in Italia, si stabilì prima in Toscana e poi a Porretta Terme, dove conobbe e sposò la seconda moglie, Catterina Agostini; alla fine del 1835 fu relegato a Massa Lombarda sotto la sorveglianza politica del cardinale Giuseppe Ugolini, Legato della Provincia di Ferrara. Qui, per provvedere al mantenimento della sua famiglia (nel frattempo aveva avuto cinque figli, di cui tre moriranno in tenera età), aprì un ufficio per consultazioni legali.

Morì in povertà a Massa Lombarda nel 1845. Le sue spoglie giaceranno anonime e senza memoria fino al 1864, quando, per iniziativa del sindaco Eugenio Bonvicini, il municipio di Massa Lombarda gli erigerà un busto nella biblioteca comunale e un piccolo monumento funebre nel cimitero locale, opera dello scultore Giuseppe Pacchioni.

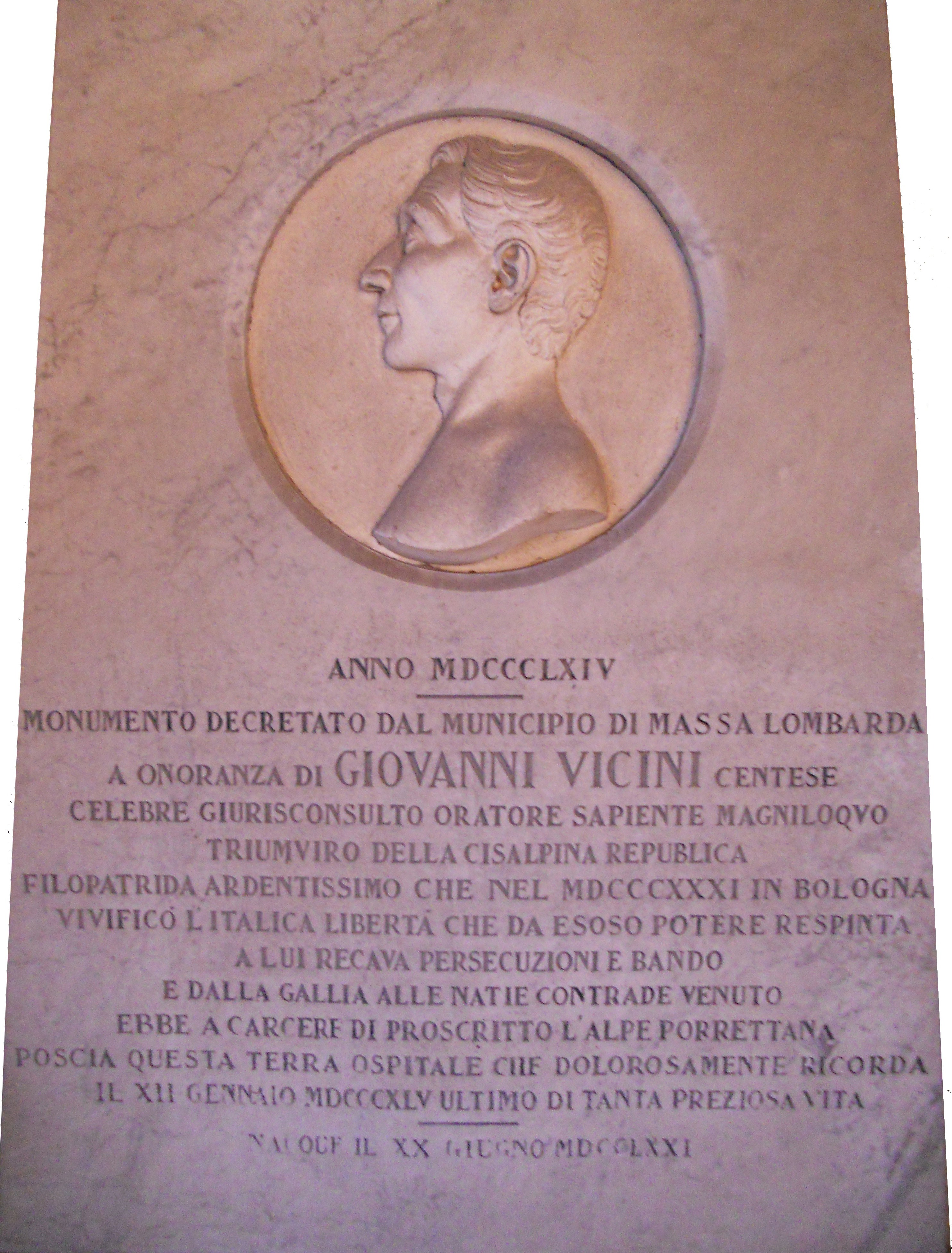
Cimitero di Massa Lombarda, ricordo marmoreo di Giovanni Vicini

## La polemica con Berni degli Antoni
Nel 1827 Vicini pubblicò un testo, Causa di simultanea successione di cristiani e di ebrei ad intestata eredità di un loro congiunto, nel quale, contro il parere espresso dal domenicano Francesco Ferdinando Jabalot e basandosi sul Codice napoleonico, si esprimeva a favore della parità di diritti tra ebrei e cristiani nel diritto di successione. Allo scritto del Vicini, nello stesso anno, rispose polemicamente con un libello l'avvocato e giurista Vincenzo Berni degli Antoni. Il Berni, richiamandosi ai principi della legislazione pontificia, sostenne con argomenti aspramente antisemiti le tesi discriminatorie di Jabalot.